# 2024年臺灣燈會
2024年臺灣燈會是2024年（農曆甲辰年，生肖龍）在臺灣臺南市舉辦的第35屆臺灣燈會，展覽時間為2024年2月3日至2024年3月10日，於歸仁區大臺南會展中心及其周邊場地、沙崙綠能科學城（高鐵主燈區）及安平區安平遊憩碼頭、林默娘公園、安平運河沿岸（安平副燈區）舉辦。
本次臺灣燈會為臺南市繼2008年以來睽違16年後再度舉辦，也使整個臺南市成為自台灣燈會巡迴舉辦後首個四度獲得主辦權的縣市，同時2024年也適逢臺南建城400年，令本次台灣燈會有了更多的話題性。

## 緣起
自2022年起，交通部觀光局（現觀光署）修改往年台灣燈會舉辦縣市的遴選規則，表示往年台灣燈會舉辦縣市遴選會先擇選區域、再確認縣市，今年起鼓勵縣市政府踴躍參與提案，並透過良性競爭帶動台灣燈會持續進步，改為開放有意願之縣市政府自由申請，並由該局籌組「台灣燈會評選審查委員會」，就提案計畫的舉辦場地、交通環境、接待能量、安全管理、觀光推廣計畫及經費籌措能力等六大指標來評分，並一次評選暨公布兩屆主辦縣市，以利國際宣傳行銷及地方政府籌辦之需。
2022年10月11日，觀光局公布2024、2025年台灣燈會的舉辦縣市分別由臺南市與桃園市獲得。由於臺南市舉辦台灣燈會至今已逾十餘年，且2024年適逢臺南建城400年，因而雀屏中選。初步規劃主展場燈區位於台南高鐵特定區，策展主軸以綠能科技為概念，將結合數位藝術及多媒體應用引進國際級的光影藝術，象徵台南展望下一個百年；而安平燈區則以台南運河水域光藝展演為主，主推特殊的乘船逛遊賞燈體驗，透過台南豐厚文化底蘊體現燈藝美學，另外將串聯衛星燈區月津港燈節、龍崎光節空山祭、普濟燈會、成功燈會、神農街燈會、馬沙溝燈節等台南既有知名燈節，預期將點亮整個南台灣，呈現有別以往的水陸聲光雙重饗宴。

## 籌備與營運事紀
2023年5月29日，交通部觀光局召開燈會規劃設計第一次會議，台南市政府表示期望結合臺南400與臺灣400的主軸，以明(113)年生肖「龍」的設計方向辦理，並考量移展與重置成本、便於維運保存等議題，以利市府典藏及保存。此外本次燈會展區，除了所規劃的高鐵及安平兩大主燈區外，並將藉此串連臺南既有三大知名燈節，包括月津港燈節、龍崎光節空山祭與普濟殿燈會，同時融入民間舉辦的燈會共同行銷，擴大整體觀光效益。
2023年8月7日，為使燈會舉辦順利，台南市政府啟動志工招募列車，招募期間自8月7日至10月31日止，預計全市將投入3500名志工協助燈會相關工作。
2023年09月26日，台南市政府偕同交通部觀光署共同召開記者會，發表2024台灣燈會主視覺及形象海報。黃偉哲指出，這次2024台灣燈會主視覺設計，特別邀請台南的知名剪紙藝術家楊士毅負責LOGO及標準字設計，國立台南大學視覺藝術與設計學系兼任助理教授黃桂瀅統籌海報設計及相關視覺應用。主視覺設計以燈會主題「龍耀台南」為靈感，展現生肖龍年吉祥的意象，將南字與台南府城交融，展現臺南的歷史淵源與古都風情，以及燈會熱鬧歡喜的氣氛。形象海報設計，則是以圓作為核心元素，將26個台南特色圖案融入4個大圓中，除代表臺南400百年，巨大的同心圓也有凝聚的意義，配色則以廟堂紅及日晒金兩大色系漸變深化，呼應台南市徽的色彩調性。
2023年11月13日，主燈「龍來台灣」於高鐵燈區舉行基座動土典禮，由交通部觀光署與市府聯合祈福，祈求燈會施工順利、燈會活動圓滿成功。
2024年01月03日，交通部觀光署於臺北圓山大飯店公布2024台灣燈會的主燈及小提燈造型，主燈設計師彭力真的創作靈感，來自台南大天后宮殿前石柱飛龍神韻及型態，主燈龍型主體高度18公尺，含底座總高度達22公尺，同時主燈的光源電力也採用太陽能發電科技，大幅降低總用電量，堪稱歷年來最節能的主燈；而小提燈則由林佳葦設計，將龍變身為可愛的「小龍包」，不僅龍身則變成長背帶，可頸掛、側背或斜背，更可成為搭配造型的亮眼配件，最大的亮點，就是龍頭可放入輕量的隨身物品或小玩具，當燈具張開時，上方的物品就會從內側的小孔往下掉在龍嘴裡，除了當提燈使用外，還兼具玩具收藏的功能。

## 燈區資訊

### 主燈
龍來台灣
本次主燈名為「龍來台灣」，是由中華民俗藝術基金會林明德董事長及中研院李豐楙院士共同命名，結合易經乾卦與民俗禮儀祝禱元素，更隱含龍年主燈對臺南400年致敬之意。而主燈名稱淺顯易懂，也能直觀體現台灣燈會揚名國際，歡迎國際旅客攏來臺灣之期待。
作品總高度達22公尺，創作靈感來自台南大天后宮殿前石柱飛龍神韻及型態，結合具象與抽象的大型立體內發光燈籠手法，此外，主燈除維持整體造型自轉1圈外，龍的左右前臂還將配置機電控制軸承元件，使台灣燈會跨越過往主燈動態限制，塑造2024台灣燈會主燈氣宇非凡的王者之風，充分彰顯台灣燈會在台南的榮耀。不同於往年台灣燈會，主燈的光源電力將結合綠能與節能概念，採用太陽能發電科技，大幅降低大型燈籠作品的總用電量，此次主燈也特別邀請台南大學綠能科技學系教授傅耀賢及其研發團隊，將太陽能封裝材料EVA及碳60的原子元素加入主燈造型創作中，於展演時創造動態驚豔與視覺變化，增加展演豐富性，呈現神龍威風凜凜之姿。

### 副燈
山海合迎
- 《山聚金龍，祥雲山間》
- 《海川水龍，奔浪掀雨》

2024是甲辰木龍年，以五行學說，金生水，水生木的相生接福，打造年運吉祥的【金龍、水龍】，並以傳統工藝結合科技藝術媒體以及機械動態展演，讓科技與傳統藝術提煉出吉祥之金龍與水龍，雙龍共築出「山嶽環繞七彩雲海、湖川流轉翻騰大海」的吉祥祈福龍年，象徵期許國人上下全民一體同心，共創臺灣前程繁榮的遠景。

《山聚金龍，祥雲山間》金龍大器蟠踞於青山上，伴七彩祥雲而來，降福大地。

《海川水龍，奔浪掀雨》從龍踏浪而至，則流水豐沛，經濟流轉，財運亨通。